# دف

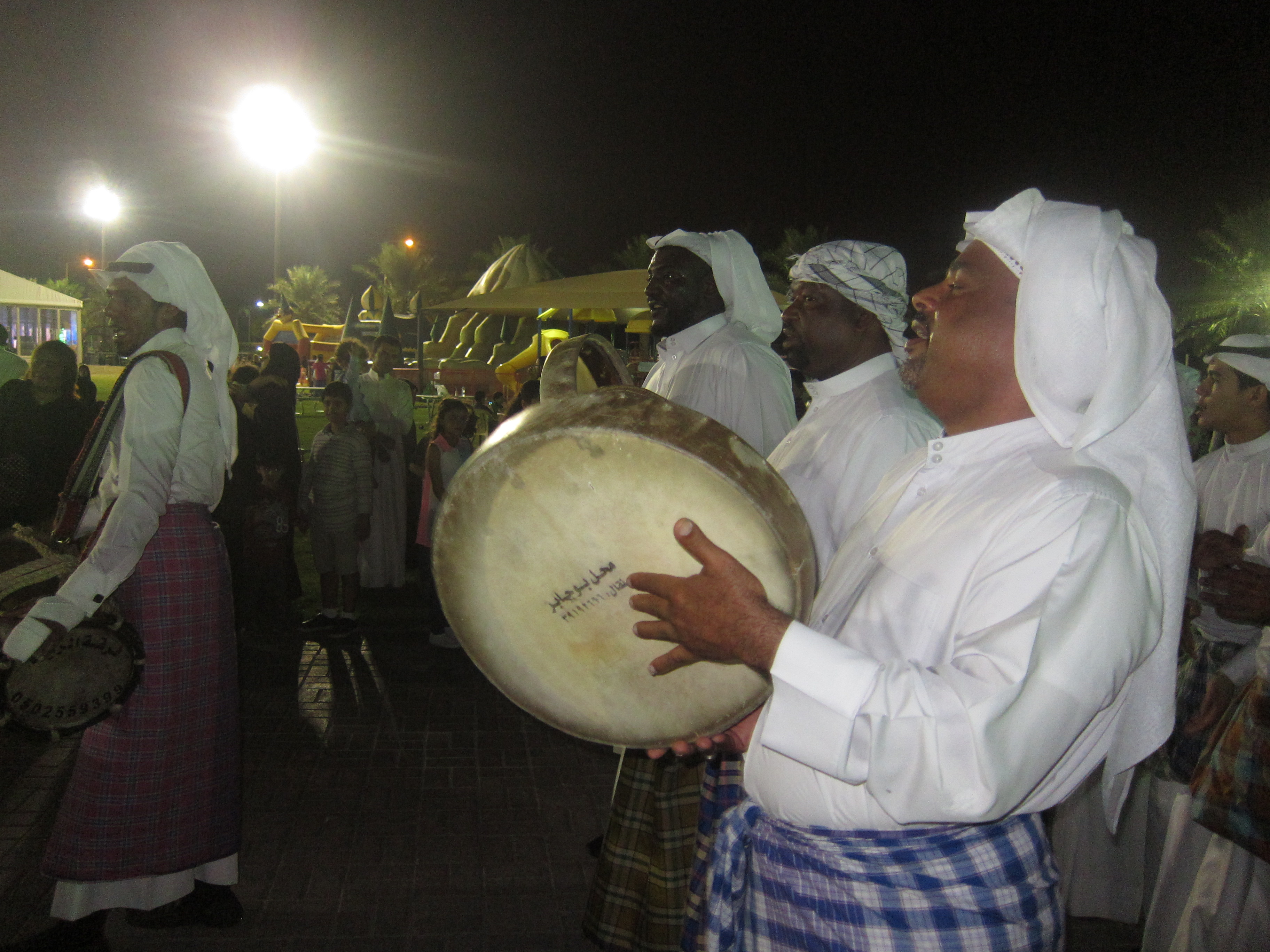

الدُّف آلة موسيقية إيقاعية عربية قديمة مشهورة تصاحب الألحان والأنغام.

## الشكل

### مكونات آلة الدف
الدف مكوَّن من إطار يسمى طارة يشد عليه جلد رقيق على أحد وجهيه وربما من صنوج وهي هنات مستديرة تجعله كالرق. فالدف والرق هما آلتان من آلات الإيقاع الشرقي الرئيسية تعزف بطرق مختلفة ابتداء من الهز والخشخشة إلى الضرب بأصابع اليد بإيقاعات منتظمة. والدف مستدير الشكل غالبًا يصنع على هيئة اطار من خشب خفيف مشدود عليه جلد رقيق ويسمى بالرق إذا زينت جوانبه صنوج نحاسية صغيرة لتحلية نقرات الإيقاع. عند النقر على وسط الدف نقرة تامة ينتج صوت يسمى دم أوتم، أما الصوت الخفيف فينتج من النقر على طرف الدف ويسمى هذا الصوت تك دم دم دم تك دم دم تك.

## تاريخ آلة الدف
الدف آلة قديمة جدًا، واستنادًا إلى المكتشفات الأثرية فالدف معروف في الحضارة العربية منذ الألف الثالث قبل الميلاد وأقدم الآثار عنه جاءت من بلاد مابين النهرين ويعود تاريخها إلى عام 2650 قبل الميلاد وقد جاء هذا المشهد مرسومًا على جرة فخارية ملونة باللون القرمزي ويمثل الرسم ثلاثة نسوة ينقرن على دف دائري بواسطة العصا .